# 神相李布衣
《神相李布衣》是香港亞洲電視製作的電視劇，在1984年12月3日首播。楊錦泉首度擔任電視劇監製，故事編審盧榮光，劇中主角李布衣由劉緯民所飾演。本劇是根據溫瑞安小說《布衣神相》加以改編，這是亞洲電視繼《四大名捕》後再次改編溫瑞安的作品。

## 劇情簡介
李布衣 (劉緯民飾) 善醫卜星相，武功高強，為人成熟，對身邊一切事處之淡然；信命數，具有一顆正義之心。於天山修道十年，功成後下山，欲利用畢生所學救災扶危，平定江湖紛爭。但他本是凡人一名，亦有七情六欲，布衣雖極力擺脫這無形的枷鎖，卻始終扭轉不了命運的安排，令自己陷入萬劫不復之境況。

## 主要演員
- 劉緯民 飾 李布衣
- 何家勁 飾 水心樓
- 任喜寶 飾 葉夢色
- 麥翠嫻 飾 春映雪
- 岳　華 飾 沈星南
- 王　偉 飾 端木天威
- 楊得時 飾 傅晚飛
- 區靄玲 飾 項阡桐
- 凌文海 飾 春慕古
- 蕭山仁 飾 艾千略
- 陳熾華 飾 宋晚燈
- 洪靜文 飾 春花
- 朱德惠 飾 羅浮山人
- 許英秀 飾 汪老伯
- 敖　龍 飾 慧明大師

## 外部連結
- 《神相李布衣》笑看風雲的日志